# Saux
Saux ist eine Ortschaft und eine Commune déléguée in der französischen Gemeinde Barguelonne-en-Quercy mit 104 Einwohnern (Stand 1. Januar 2022) im Département Lot in der Region Okzitanien. Der Ort gehörte zum Arrondissement Cahors und zum Kanton Puy-l’Évêque.
Der Erlass vom 28. September 2018 legte mit Wirkung zum 1. Januar 2019 die Eingliederung von Le Boulvé als Commune déléguée zusammen mit den früheren Gemeinden Le Boulvé, Fargues und Saint-Matré zur Commune nouvelle Porte-du-Quercy fest. Der Verwaltungssitz befindet sich in Le Boulvé.
Die Einwohner werden Saussiens und Saussiennes genannt.

## Geographie
Saux liegt circa 30 km westsüdwestlich von Cahors im Gebiet Quercy Blanc der historischen Provinz Quercy an der südwestlichen Grenze zu den benachbarten Départements Lot-et-Garonne und Tarn-et-Garonne.
Umgeben wird Saux von vier Nachbargemeinden und einer Commune déléguée von Porte-du-Quercy:
|                             | Sérignac                                    |                               |
| Masquières (Lot-et-Garonne) | Kompassrose, die auf Nachbargemeinden zeigt | Saint-Matré (Porte-du-Quercy) |
| Courbiac (Lot-et-Garonne)   | Montaigu-de-Quercy (Tarn-et-Garonne)        |                               |

Saux liegt im Einzugsgebiet des Flusses Garonne. Der Vigor, ein Nebenfluss des Boudouyssou, bildet die natürliche Grenze zur südlichen Nachbargemeinde Montaigu-de-Quercy.

## Geschichte
Zwischen 1795 und 1800 wurde die Gemeinde Tourniac eingegliedert.

## Einwohnerentwicklung
Nach Beginn der Aufzeichnungen stieg die Einwohnerzahl bis zu Beginn des 19. Jahrhunderts auf einen Höchststand von rund 400. In der Folgezeit erfuhr die Gemeinde bei kurzen Erholungsphasen bis heute eine Stagnierung der Größe.
| Jahr      | 1962 | 1968 | 1975 | 1982 | 1990 | 1999 | 2006 | 2011 | 2022 |
| --------- | ---- | ---- | ---- | ---- | ---- | ---- | ---- | ---- | ---- |
| Einwohner | 167  | 160  | 146  | 140  | 130  | 133  | 124  | 121  | 104  |

## Sehenswürdigkeiten

### PfarrkircheSaint-André
Die halbrunde Apsis mit einem rundbogenförmigen Fenster ist aus Werksteinen errichtet und könnte aus dem 13. Jahrhundert stammen. Die Ausgestaltung des Eingangsportals und die Form der Fenster des Treppenturms erlauben eine Datierung von umfangreichen Baumaßnahmen am Ende des 15. oder zu Beginn des 16. Jahrhunderts. Das heutige Aussehen der Kirche ist vor allem das Ergebnis von Arbeiten in der zweiten Hälfte des 17. Jahrhunderts. Das gesamte Gewölbe (die Jahreszahl „1683“ ist auf einem Bogen des zweiten Jochs zu erkennen) und die beiden Seitenkapellen (der Schlussstein des Bogens der nördlichen Kapelle trägt das Datum „1679“) sind in dieser Zeit entstanden. Ein Glasfenster aus dem Jahre 1902 ist ein Werk des Glasmalers Gustave Pierre Dagrant aus Bordeaux.
Die Kirche besitzt im Westen einen massiven Glockenturm mit Vorhalle, der sich über dem ersten Joch des Langhauses erhebt. An seinem Fuß gewährt das Eingangsportal den Einlass in die Kirche. Ein kleines, offenes Oratorium ist im Norden an das Langhaus angebaut. Außer der Apsis und einzelnen Mauerflächen des Langhauses ist das Gebäude aus Bruchsteinen errichtet. Die drei Jochen des einschiffigen Langhauses sind mit einem Kreuzrippengewölbe mit Liernen und Tierceron-Rippen ausgestattet, während der Chor und die beiden Seitenkapellen ein Kreuzgratgewölbe besitzen.
Die Kirche ist seit dem 22. Juni 1972 als Monument historique eingeschrieben.
Zahlreiche Ausstattungsgegenstände der Kirche sind als Monument historique eingeschrieben:
- ein Ölgemälde mit der Darstellung des heiligen Antonius aus dem 18. Jahrhundert,
- eine Marienstatue aus Holz aus dem 17. Jahrhundert,
- eine Madonna mit Jesuskind aus Holz aus dem 17. Jahrhundert,
- ein Taufbecken aus Stein aus dem 17. Jahrhundert,
- Chorschranken am Chor und in den Kapellen, Kanzel und Stürze der seitlichen Eingänge der Apsis aus dem 17. Jahrhundert,
- eine Statue aus vergoldetem Holz mit der Darstellung von Antonius dem Großen mit seinem Schwein aus dem 18. Jahrhundert,
- eine Christusstatue aus vergoldetem Holz aus dem 18. Jahrhundert,
- ein Weihwasserbecken aus Stein aus dem 17. Jahrhundert,
- eine Statue aus vergoldetem Holz mit der Darstellung der Verzückung von Maria aus dem 18. Jahrhundert und
- der Hauptaltar aus vergoldetem Holz aus dem 17. Jahrhundert.[8]

### Schloss Aix
Die einfache Burg wurde im Jahre 1212 von der Armee des Simon de Montfort während des Albigenserkreuzzugs zerstört. Das heutige Gebäude wurde im 15. Jahrhundert neu gebaut. Sein Name stammt von der Familie Ays, die ursprünglich aus Fumel stammte. Im Jahre 1465 heiratete die Erbin India d’Ays Amalric de Balaguler, Seigneur von Ginolhac. Die Heirat einer Witwe Balaguier brachte das Schloss in die Hände der Familie Gozon, deren Nachkommen das Schloss bis zum Ende des 19. Jahrhunderts bewohnten.
Ein Dokument von 1562 liefert eine Beschreibung des Schlosses. Es besaß einen Keller, eine Küche, darüber einen Saal, darüber ein Schlafzimmer und einen Schlafraum im Dachgeschoss. Drei Querstockfenster erlauben die Datierung des Baus auf das 15. Jahrhundert. Das Gebäude wurde im 17. und im 18. Jahrhundert zu einem großen Teil umgebaut und vergrößert. Es besteht heute aus drei Teilgebäuden, wobei das viergeschossige Hauptgebäude in der Mitte auf der Nordseite von einem runden Treppenturm flankiert wird. Zwei Ebenen von Terrassen sind dem Gebäude vorgebaut. Ein gewölbtes Eingangsportal, das einen viereckigen Taubenschlag trägt, gewährt den Zugang zum Innenhof, der von Nebengebäuden eingerahmt wird.

## Persönlichkeiten
- Jean Louis François de Gozon, geboren am 25. August 1780 in Saux, gestorben am 30. November 1870 in Saux, war französischer Politiker. Er wurde während der Restauration für die Periode zwischen 1824 und 1827 in die Chambre des députés als Abgeordneter des Départements Lot gewählt.[11]